# Sikorsky S-70
Il Sikorsky S-70 è un elicottero medio bimotore da trasporto tattico/utility. È stato sviluppato dalla Sikorsky Aircraft Corporation negli anni settanta, e vinse una competizione indetta dall'United States Army che ha portato alla fornitura con il nome di UH-60 Black Hawk, dando il via ad un vasto numero di varianti in servizio con le forze armate statunitensi. Ne sono state prodotte versioni civili e alcune versioni militari per nazioni diverse dagli Stati Uniti d'America che vengono designate con la sigla S-70.

## Sviluppo
La famiglia di elicotteri S-70 fu sviluppata per soddisfare un requisito dell'U.S.Army emesso nel 1972 per sostituire la datata famiglia di elicotteri muliruolo medi UH-1 Iroquois. Furono costruiti tre prototipi YUH-60A e venne effettuato il primo volo nell'ottobre 1974.  Nella competizione per l'esercito si confrontarono con il Boeing-Vertol YUH-61 A uscendone vincenti. Lo YUH-60A fu avviato alla produzione ed entrò in servizio con la denominazione UH-60A Black Hawk nel 1979.
Dopo l'entrata in servizio, l'elicottero fu modificato per svolgere vari ruoli, incluso posa mine e eliambulanza. Una variante denominata EH-60 fu sviluppata per la guerra elettronica e i reparti per le operazioni speciali svilupparono la variante MH-60 specifica per le proprie particolari missioni. Verso la fine degli anni ottanta il modello venne aggiornato assumendo il nome UH-60L. La nuova versione aveva motori più potenti e maggiore capacità di carico, grazie all'adozione della variante -701C del motore General Electric T700.  Il modello anch'esso potenziato UH-60M, fu sviluppato nei primi anni 2000.

## Versioni
L'S-70 può eseguire un vasto numero di missioni, incluse quelle di "cavalleria dell'aria", guerra elettronica e l'evacuazione dei feriti. Molte versioni sono usate anche per trasportare il presidente degli Stati Uniti, assumendo il nome di Marine One. Nelle missioni di assalto può trasportare una squadra composta da 11 soldati completi di equipaggiamento, o un obice da 105 mm M102 con trenta colpi ed un equipaggio di sei uomini. In alternativa può trasportare 1200 kg di carico o 4100 kg al gancio baricentrico. L'S-70 è dotato di avionica avanzata che comprende, tra l'altro, il sistema di navigazione satellitare Global Positioning System (GPS).
La United States Navy ricevette il primo SH-60B Seahawk "navalizzato" nel 1983 e il successivo SH-60F Ocean Hawk nel 1988.
L'HH-60G Pave Hawk è una versione altamente modificata dell'S-70 progettata principalmente per il recupero degli equipaggi di aerei abbattuti ed è per questo equipaggiato con un verricello con un cavo da 76 metri e la capacità di sollevare fino a 270 kg. Completa la dotazione una sonda retrattile per il rifornimento in volo. La United States Air Force si dotò dei MH-60G Pave Hawk nel 1982.
Dell'elicottero è stata prodotta anche la versione da esportazione, che ha mantenuto la sigla S-70, venduta in 20 nazioni dal Giappone alla Turchia, alla Grecia, all'Argentina ed al Brunei. Perfino la Cina nella metà degli anni ottanta ne ha acquisito un lotto di 24 esemplari, che per il successivo congelamento delle relazioni dopo i fatti di piazza Tien An Men sono stati mantenuti operativi con grande difficoltà, e sono prossimi al termine della loro vita operativa.
Anche Taiwan ha acquistato un lotto di S-70 per compiti di SAR, attrezzati quindi con verricello ed equipaggiamento civile, per quanto non sia difficile installare dei minigun e dei disturbatori che trasformino il velivolo in Combat-SAR; in effetti, la proposta di acquisto era indirizzata verso la versione militare UH-60, ma il Congresso statunitense non ha dato l'assenso, probabilmente per non aggiungere ulteriori motivi di attrito ai già complicati rapporti con la Repubblica Popolare Cinese.